# خوش‌خوان فینش
خوش‌خوان فینش (نام علمی: Euphonia finschi) نام یک گونه از سرده سهره‌های خوش‌خوان است.